# Parachiton acuminatus
Parachiton acuminatus är en blötdjursart som först beskrevs av Thiele 1909.  Parachiton acuminatus ingår i släktet Parachiton och familjen Leptochitonidae. Inga underarter finns listade i Catalogue of Life.